# ماهر عواد
ماهر عواد (أغسطس 1952-)، سيناريست ومؤلف مصري. تخرّج من المعهد العالي للسينما في مصر عام 1983. تزوّج الفنانة سعاد حسني في عام 1987 ودامت على ذمته حتى حادثة مقتلها في لندن سنة 2001.

## أعماله
- الأقزام قادمون (1987)
- الدرجة الثالثة (1988)
- سمع هس (1991)
- يا مهلبية يا (1991)
- الحب في الثلاجة (1993)
- رشة جريئة (2001)
- صاحب صاحبه (2002)

## وصلات خارجية
- ماهر عواد على موقع الدهليز
- ماهر عواد على موقع قاعدة بيانات الأفلام العربية